# Škofija Sainte-Anne-de-la-Pocatière
Škofija Sainte-Anne-de-la-Pocatière je rimskokatoliška škofija s sedežem v La Pocatièreju (Kanada).

## Geografija
Škofija zajame področje 8.960 km² s 92.464 prebivalci, od katerih je 89.768 rimokatoličanov (97.1 % vsega prebivalstva).
Škofija se nadalje deli na 58 župnij.

## Škofje
- Bruno Desrochers (13. julij 1951-24. maj 1968)
- Charles Henri Lévesque (17. avgust 1968-24. november 1984)
- André Gaumond (31. maj 1985-16. februar 1995)
- Clément Fecteau (10. maj 1996-danes)